# Kuchyně Kanárských ostrovů

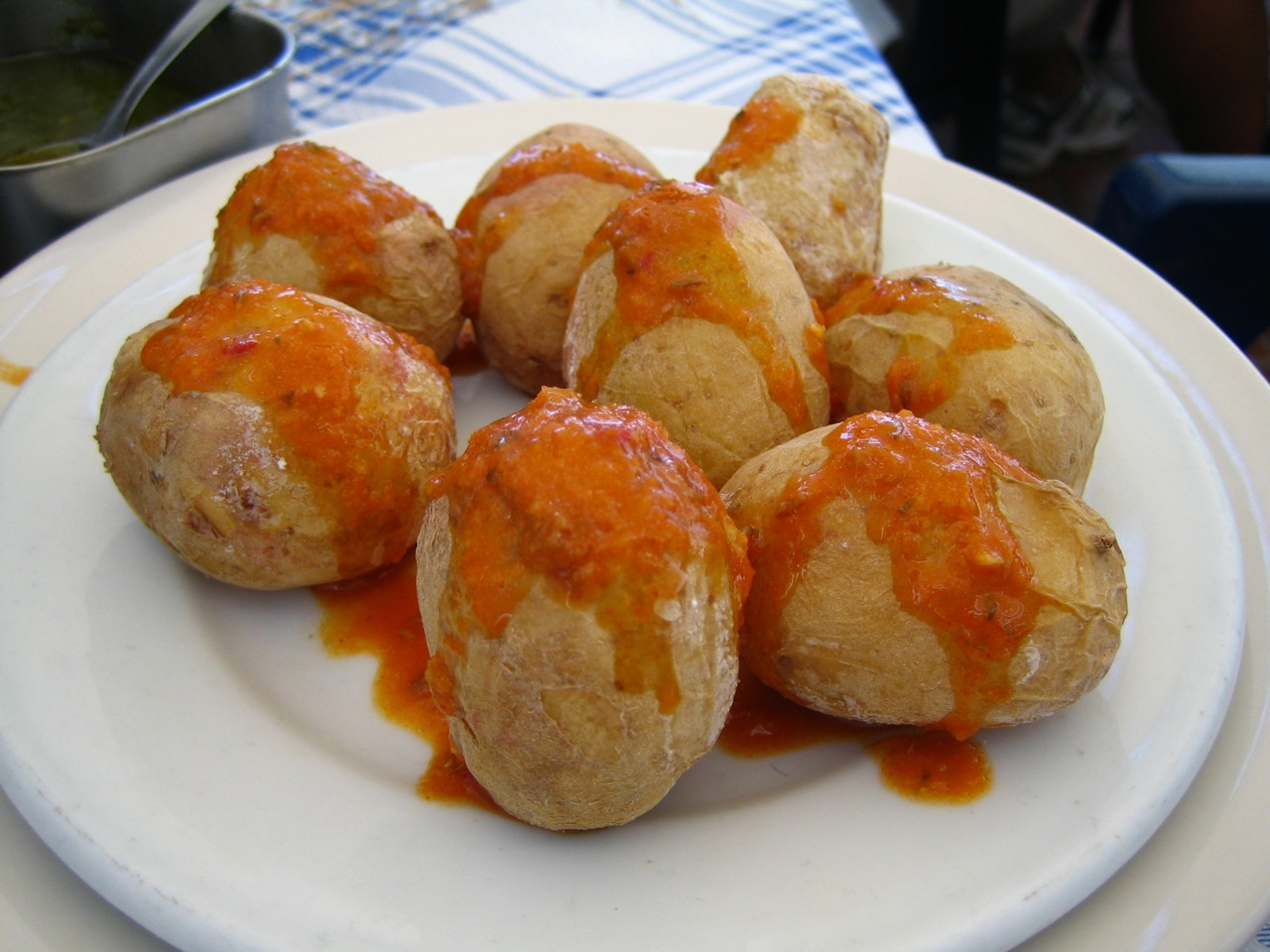
Papas arrugadas s omáčkou mojo rojo

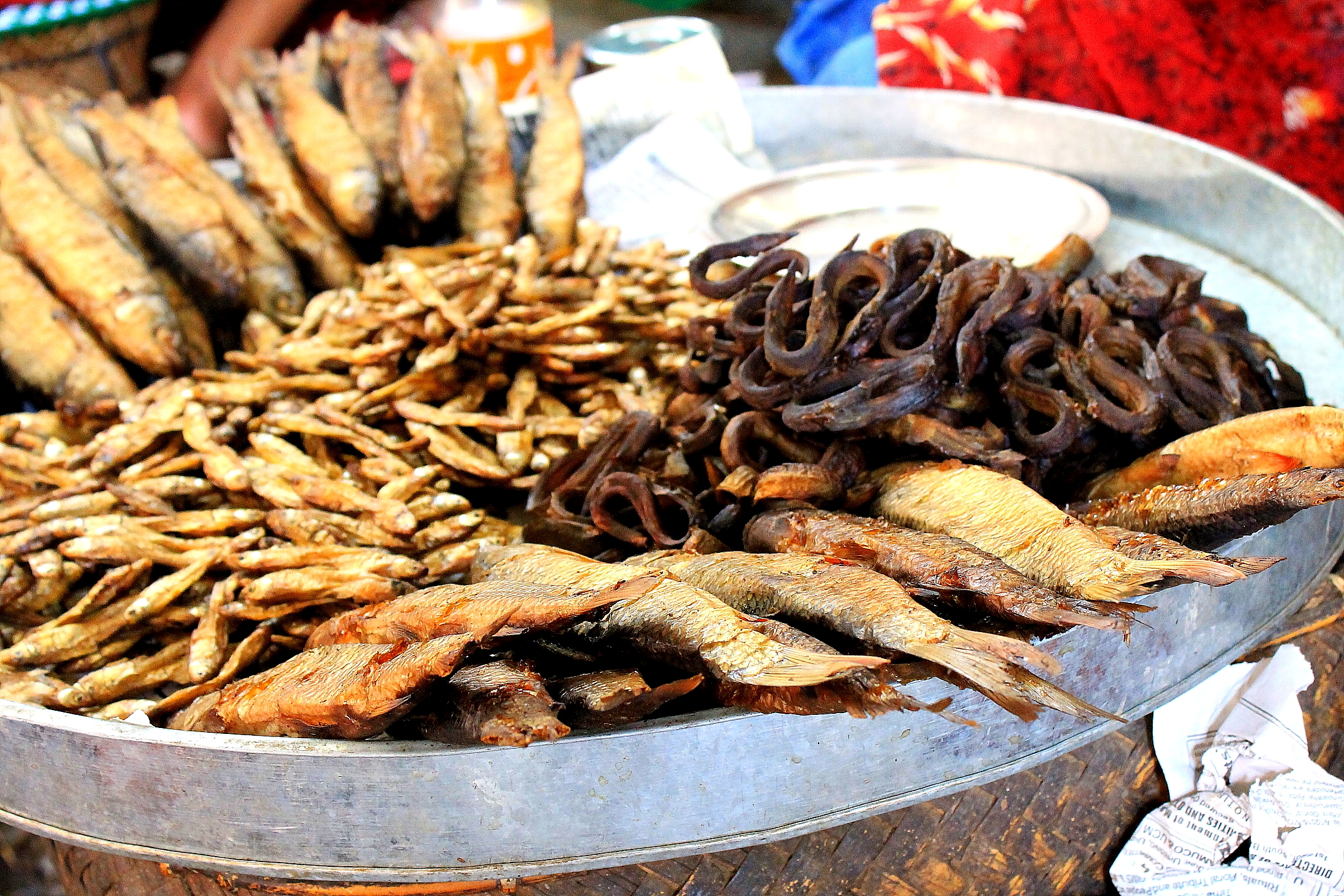
Sušené ryby

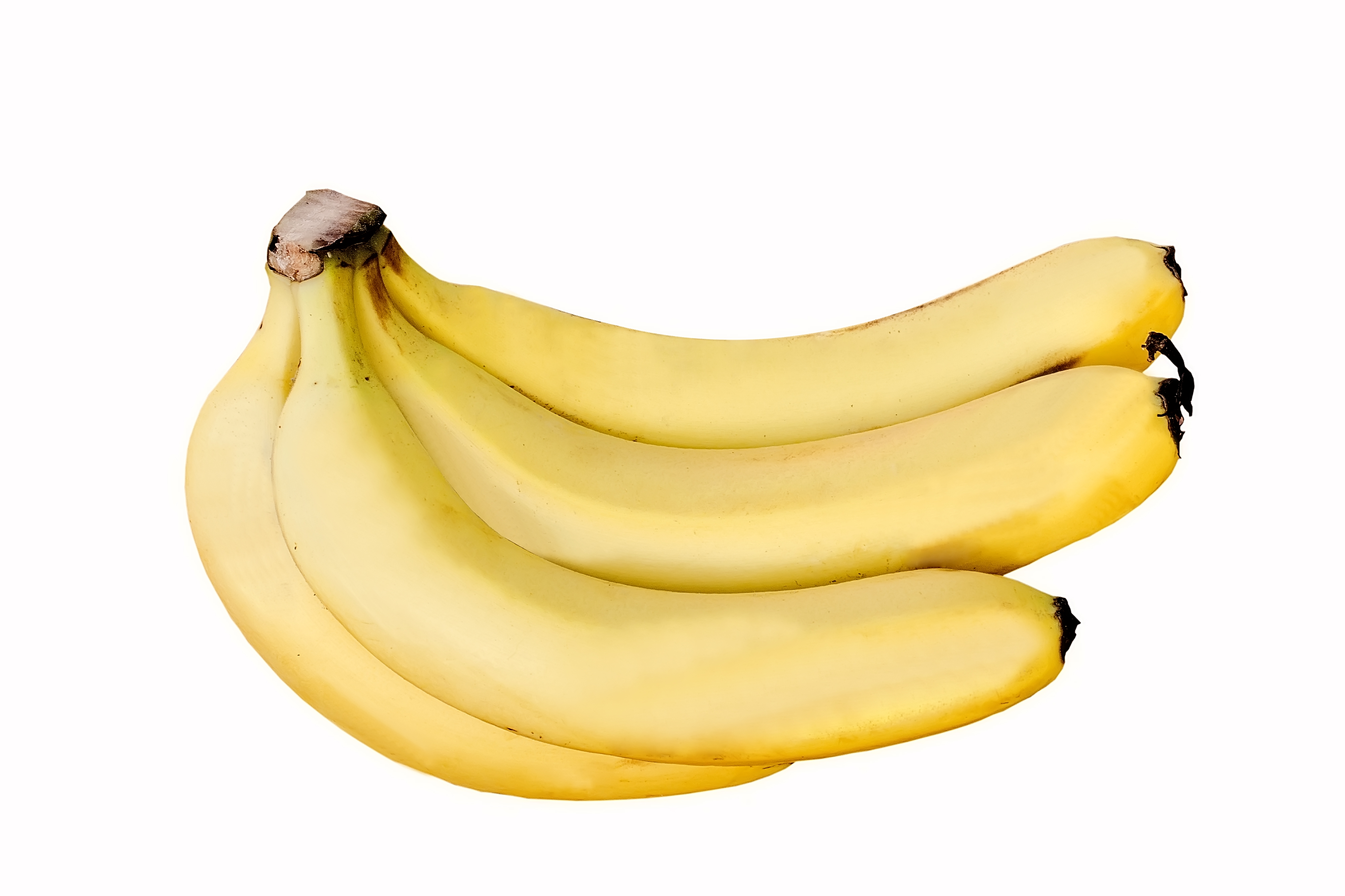
Banány

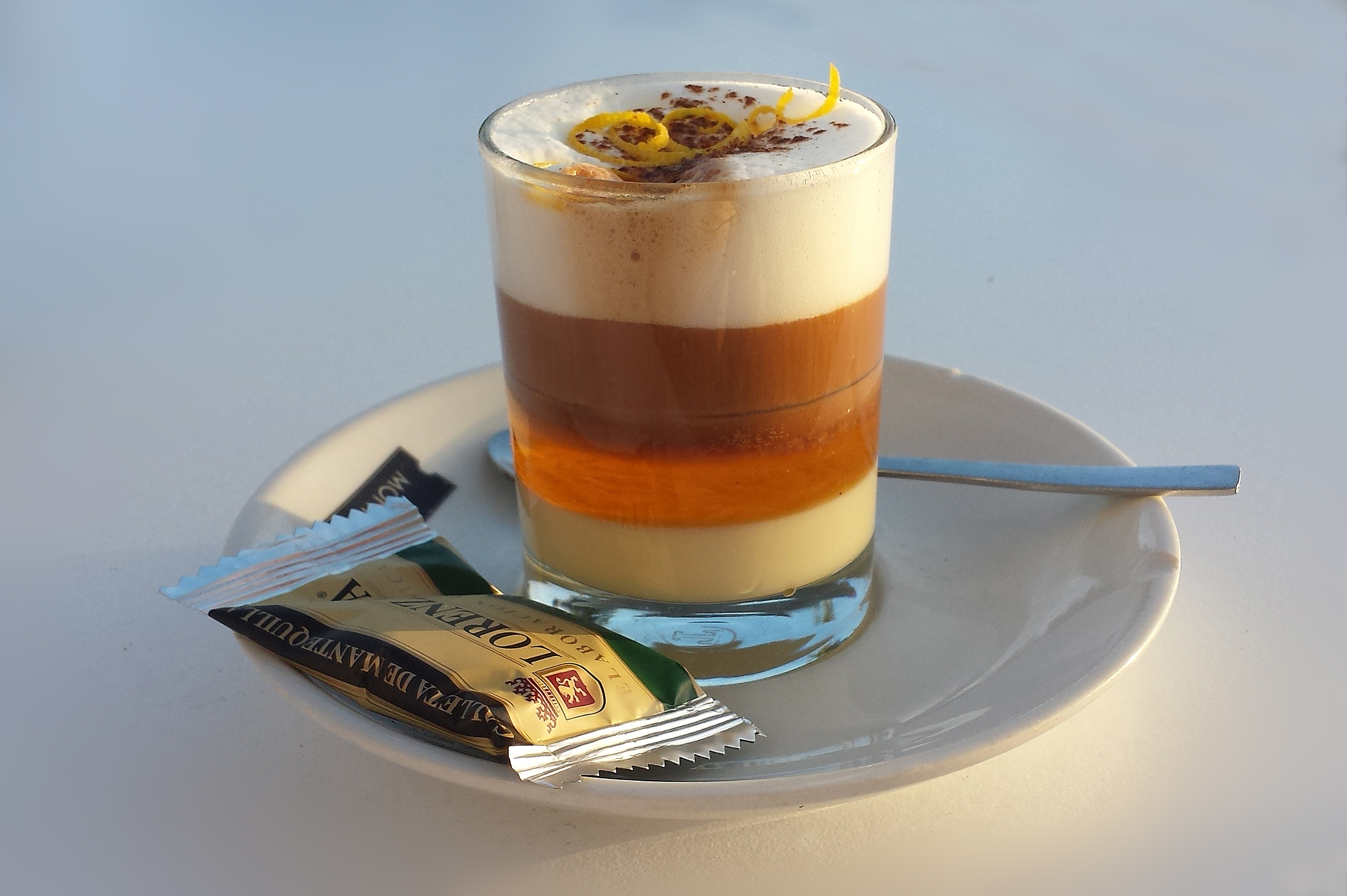
Barraquito

Kuchyně Kanárských ostrovů (španělsky: Gastronomía de las Islas Canarias) vychází ze španělské kuchyně, ovlivněna byla i kuchyní původních obyvatel Kanárských ostrovů (Guančů) a kuchyní Latinské Ameriky. Kuchyně Kanárských ostrovů typicky využívá hodně ryb a plodů moře a čerstvé zeleniny. Kanárské ostrovy produkují víno, cukrovou třtinu, mandle, sýry a tropické ovoce, především banány. Pokrmy se často podávají po malých porcích, tzv. tapas.

## Pokrmy a nápoje typické pro Kanárské ostrovy
Pokrmy a nápoje typické pro Kanárské ostrovy:
- Papas arrugadas (v překladu vrásčité brambory), brambory vařené ve slupce ve slané vodě, poté opečené, často podávané s omáčkou mojo. Mohou se podávat jako příloha, předkrm nebo hlavní jídlo.
- Mojo rojo, červená omáčka z rajčat a papriky
- Mojo verde, zelená omáčka z octa, česneku a zelené petržele
- Gofio, mouka z opečené kukuřice, přidává se do mnoha pokrmů. Původně guančský pokrm.
- Potaje, hustá zeleninová polévka
- Caldo de pescado, rybí polévka
- Rancho canario, cizrnová polévka s masem a nudlemi, často zahuštěná gofiem
- Sancocho, dušená naložená ryba
- Sušené ryby
- Puchero a ropa vieja, směs masa, cizrny, kukuřice a brambor[3]
- Conejo en salmorejo, králičí maso vařené v kořeněné omáčce
- Miel de palma, palmový sirup[4]
- Bienmesabe, pasta z mandlí, medu, vaječných žloutků, skořice a sirupu. Někdy se podává se zmrzlinou.
- Frangollo, směs mouky, cukru, mandlí a rozinek
- Víno, vinařství je provozováno
- Barraquito, drink z kávy, kondenzovaného mléka a licoru 43[5]